# D920 (Indre)
De D920 is een departementale weg in het Midden-Franse departement Indre. De weg bestaat uit twee delen. Het eerste deel loopt van de grens met Cher naar Vatan. Het tweede deel loopt van het vliegveld Châteauroux-Centre via Châteauroux en Argenton-sur-Creuse naar de grens met Creuse. In Cher loopt de weg als D2020 verder naar Vierzon en Parijs. In Creuse loopt de weg verder als D220 naar Limoges en Toulouse.

## Geschiedenis
Oorspronkelijk was de D920 onderdeel van de N20. In de jaren negentig werd het gedeelte tussen Vatan en Châteauroux omgebouwd tot de autosnelweg A20. In 2006 werd de weg overgedragen aan het departement Indre, omdat de weg geen belang meer had voor het doorgaande verkeer vanwege dezelfde parallelle autosnelweg A20. De weg is toen omgenummerd tot D920.